# Порта Кастильони Миланского собора

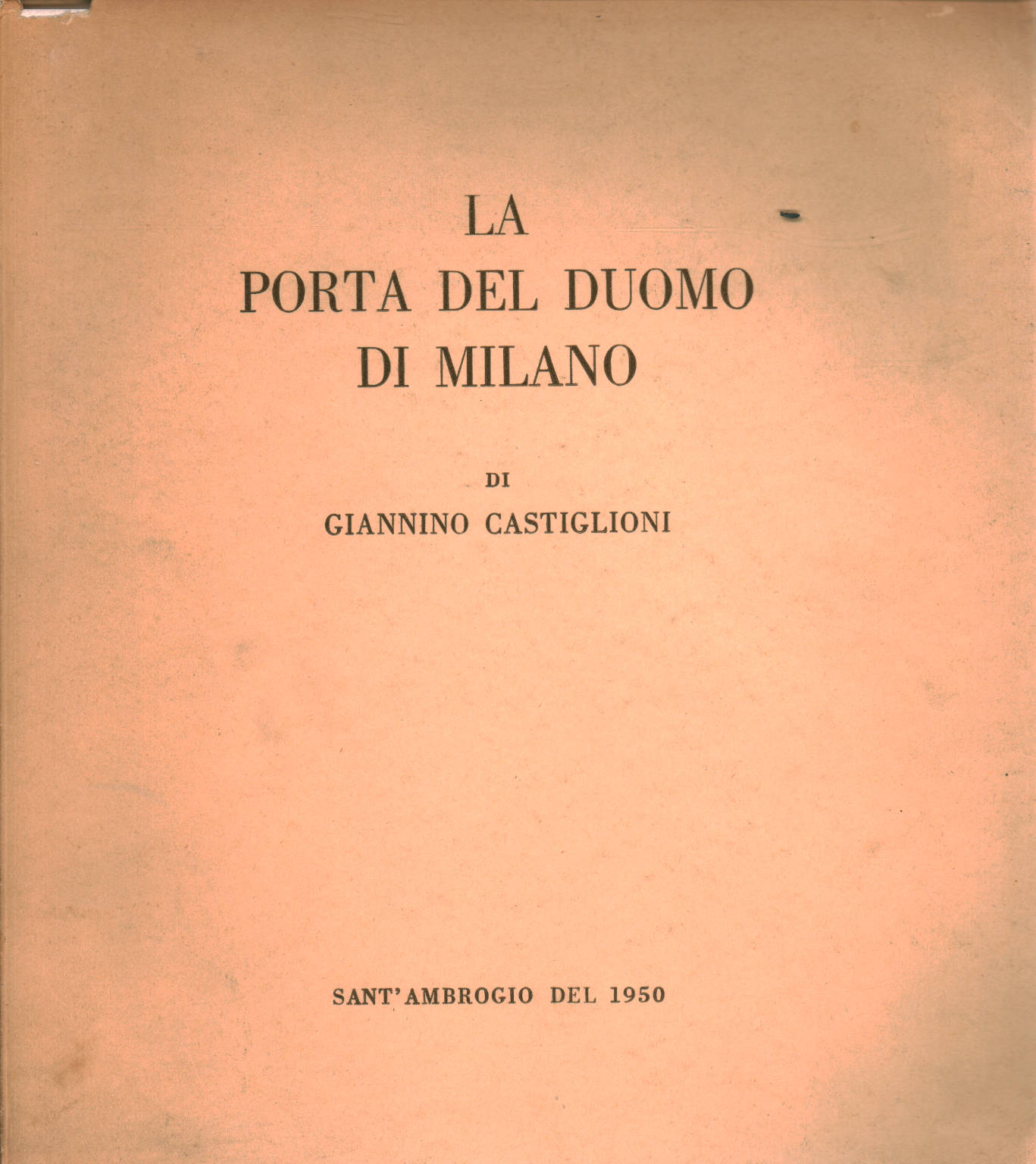
Порта Кастильони Миланского собора, Ed. Veneranda fabbrica del Duomo, 1950

Порта Миланского собора (итал. Porta Castiglioni del Duomo di Milano — это скульптура работы Джаннино Кастильони.
Порта представляет собой группу монументальных скульптур на почетной двери, расположенной на восточной стороне Миланского собора. Созданная итальянским скульптором Джаннино Кастильони, она была открыта 7 декабря 1950 года. Это шедевр этого скульптора, который работал над ним более 15 лет в Льерне, озеро Комо.